# Aeroporto Internazionale di Argyle
L'aeroporto Internazionale di Argyle (in inglese: Argyle International Airport) (IATA: SVD, ICAO: TVSA), è l'aeroporto principale di Saint Vincent e Grenadine, si trova nella località di Argyle ed è stato inaugurato il 14 febbraio 2017 in sostituzione del più vecchio Aeroporto E. T. Joshua di Arnos Vale.